# El almuerzo sobre la hierba (Manet)
El almuerzo sobre la hierba (en francés: Le Déjeuner sur l'herbe) es un cuadro al óleo de 208 cm de altura y 264,5 cm de largo, pintado por Édouard Manet en 1863. Se exhibe en el Museo de Orsay de París.  
La yuxtaposición de un desnudo femenino con caballeros completamente vestidos suscitó controversia cuando la obra se mostró por vez primera en el Salon des Refusés en 1863, después de ser rechazado por el Salón oficial. Fue el lienzo «más irritante y controvertido» de esa exposición de obras rechazadas. Aparte de considerar vulgar el que una mujer estuviera desnuda junto a jóvenes vestidos, numerosos críticos rechazaron la modernidad del estilo, desde el punto de vista cromático y compositivo.

Los pintores, y especialmente Édouard Manet, que es un pintor analítico, no comparten la obsesión de las masas por el tema: para ellos, el tema es solo un pretexto para pintar, mientras que para las masas solo existe el tema.
Émile Zola, 1867

## Descripción
En 1863, Manet sorprendió al público francés al exponer su Almuerzo sobre la hierba. La idea del cuadro se le ocurrió durante una excursión a Argenteuil, a orillas del Sena. No es una pintura realista en el sentido social o político del término propio de un Daumier, sino que es una afirmación a favor de la libertad individual del artista. El escándalo que causaba una mujer desnuda almorzando despreocupadamente con dos hombres completamente vestidos, lo que ofendía a la moralidad de la época, se acentuaba por el hecho de que las figuras eran reconocibles.
El cuadro representa un almuerzo en un bosque, cerca de Argenteuil, donde discurre el Sena. La mujer desnuda, cuyo cuerpo está crudamente iluminado, mira directamente al espectador. Está sentada sobre una tela azul, probablemente una parte de las ropas que se ha quitado. La esposa de Manet, Suzanne Leenhoff, y su modelo favorita, Victorine Meurent, posaron para la mujer desnuda, que lleva la cara de Meurent, pero el cuerpo de Leenhoff. Los dos hombres son el hermano de Manet, Gustave y su futuro cuñado, el escultor neerlandés Ferdinand Leenhoff. Están vestidos como dandis. Los hombres parecen estar ocupados conversando, ignorando a la mujer. En frente de ellos, se muestran las ropas de la mujer, una cesta de frutas, y un pan redondo, como en un bodegón. En el fondo, una mujer ligeramente vestida vadea una corriente. Demasiado grande en comparación con las figuras del primer plano, ella parece flotar. La desproporción entre la mujer del fondo y la barca a la derecha se consideraba una impericia de parte del pintor: en realidad, los mórbidos contrastes cromáticos y la utilización de la perspectiva aérea en clave moderna inscriben esta obra entre las obras maestras del siglo XIX. La mujer del fondo es una modelo frecuente entre los pintores amigos de Manet, de nombre Alexandrine-Gabrielle Meley, que se convertirá más tarde en la esposa de Émile Zola, Alexandrine Zola.
El fondo pintado toscamente carece de profundidad, dando al espectador la impresión de que la escena no tiene lugar en el exterior, sino en un estudio. Esta impresión se refuerza por el uso de una intensa luz «fotográfica», que casi no deja sombras: de hecho, la iluminación de la escena es inconsistente y nada natural. El hombre a la derecha luce un sombrero plano con una borla, de la clase que normalmente se usaba en los interiores.
El estilo rompe con las tradiciones académicas de la época. Manet usó una luz cruda, «fotográfica» que elimina los tonos medios. Se considera un cuadro «preimpresionista» por usar un motivo del entorno inmediato del artista. La hechura es conscientemente clásica. Sin embargo, no intentó ocultar las pinceladas: de hecho, la pintura parece inacabada en algunas partes de la escena. El desnudo está muy lejos de las figuras suaves e impecables de Cabanel o Ingres.
A pesar de su tema mundano, Manet deliberadamente eligió un formato de lienzo grande, normalmente reservado para los grandes temas.

## Influencias
Esta pintura puede interpretarse como una versión moderna del Concierto campestre (1508-1509) del pintor renacentista Tiziano (aunque la obra se atribuyera anteriormente a Giorgione).
En esta alegoría de la Poesía, se ve a dos mujeres desnudas (Calíope y Polimnia, Musas de la poesía épica y lírica) en compañía de dos jóvenes hombres bien vestidos, uno ellos tocando el laúd. La escena se sitúa en un paisaje arcádico. Manet retomó el tema con personajes modernos, presentando la escena como un «pícnic en un bosque». El Almuerzo es en realidad un manifiesto de una nueva manera de pintar y, en efecto, de una nueva concepción del arte y la relación entre el arte y su público.
La composición de Manet revela su estudio de los antiguos maestros, pues la disposición de las figuras principales derivan de una escena con dioses fluviales de un grabado (1514-1518) de Marcantonio Raimondi (h. 1515) que copiaba un dibujo de Rafael, el Juicio de Paris.
Algunos eruditos citan también La tempestad, una famosa pintura renacentista que también representa a un hombre totalmente vestido con una mujer desnuda en un ambiente rural, como un importante precedente de El almuerzo sobre la hierba.
La representación de dos parejas que se relajan en un parque o en un decorado similar era un tema clásico en la pintura galante, como está ilustrado en La Partie carrée (1713) de Antoine Watteau. James Tissot, contemporáneo y amigo de Manet, pintó su propia versión del tema en 1870.

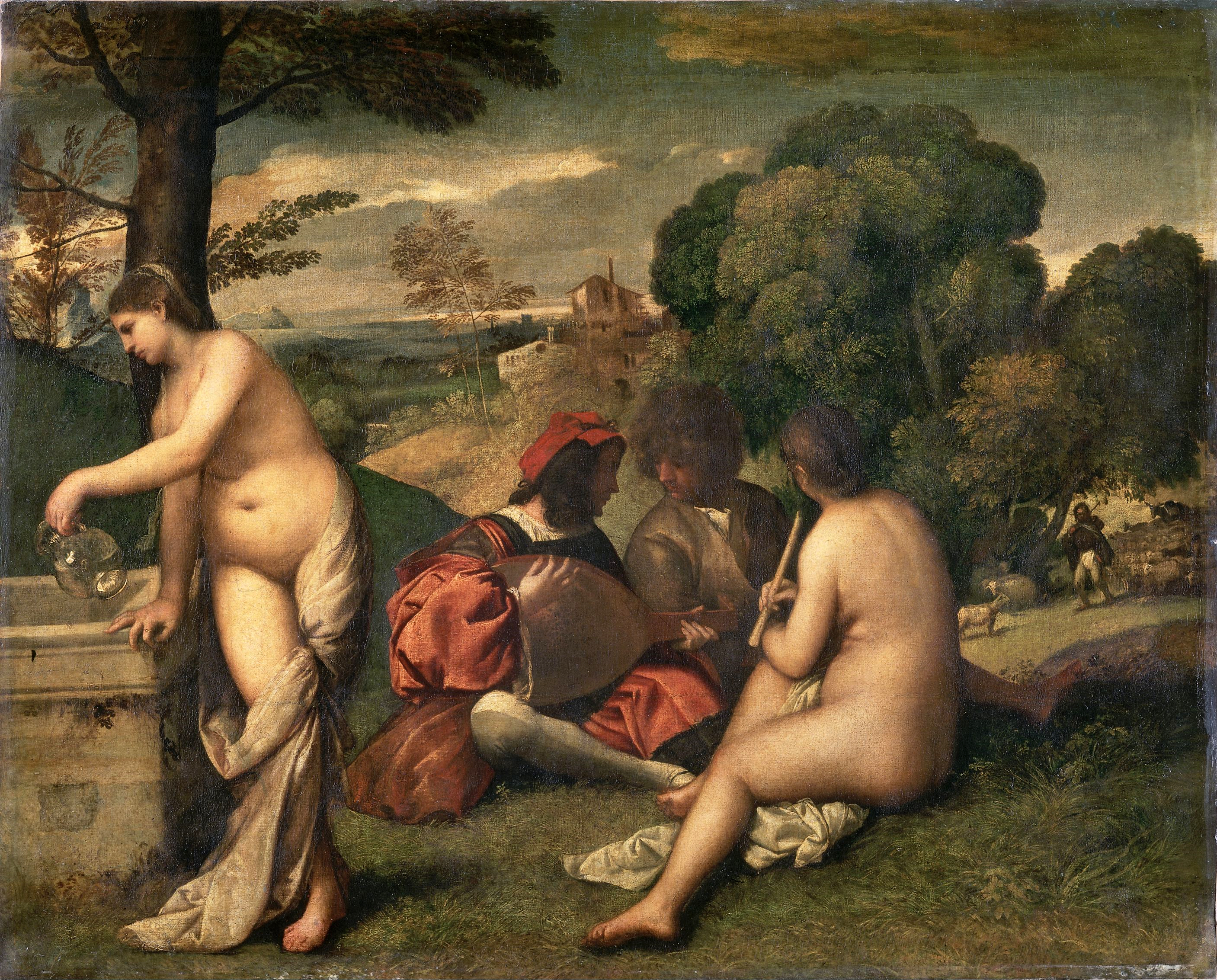
Concierto campestre de Tiziano
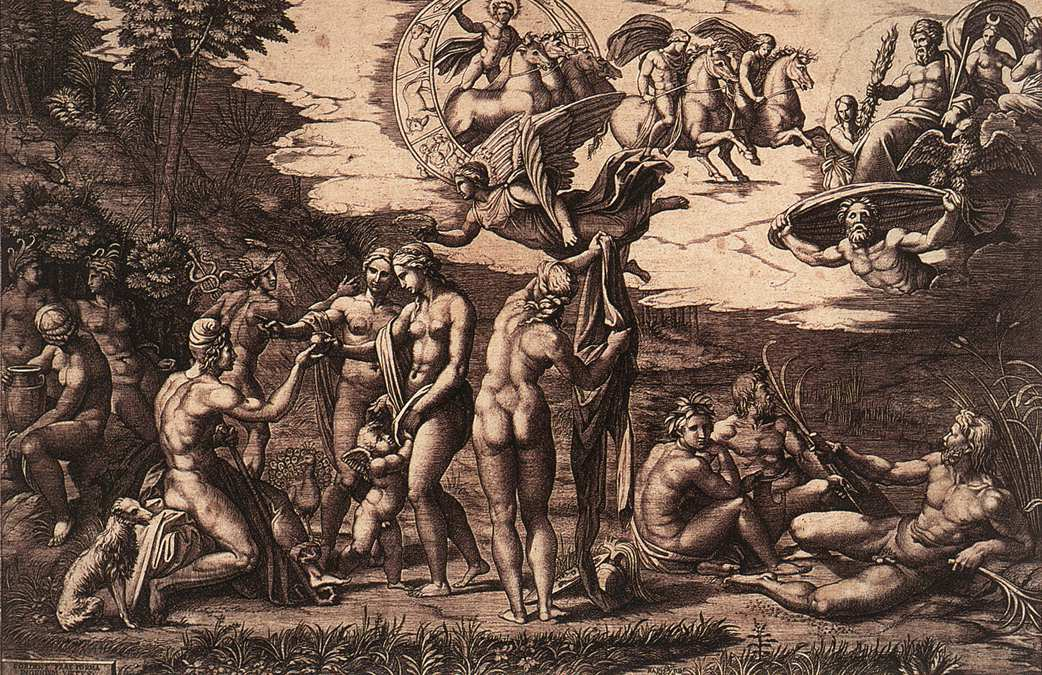
El juicio de Paris, grabado de Raimondi
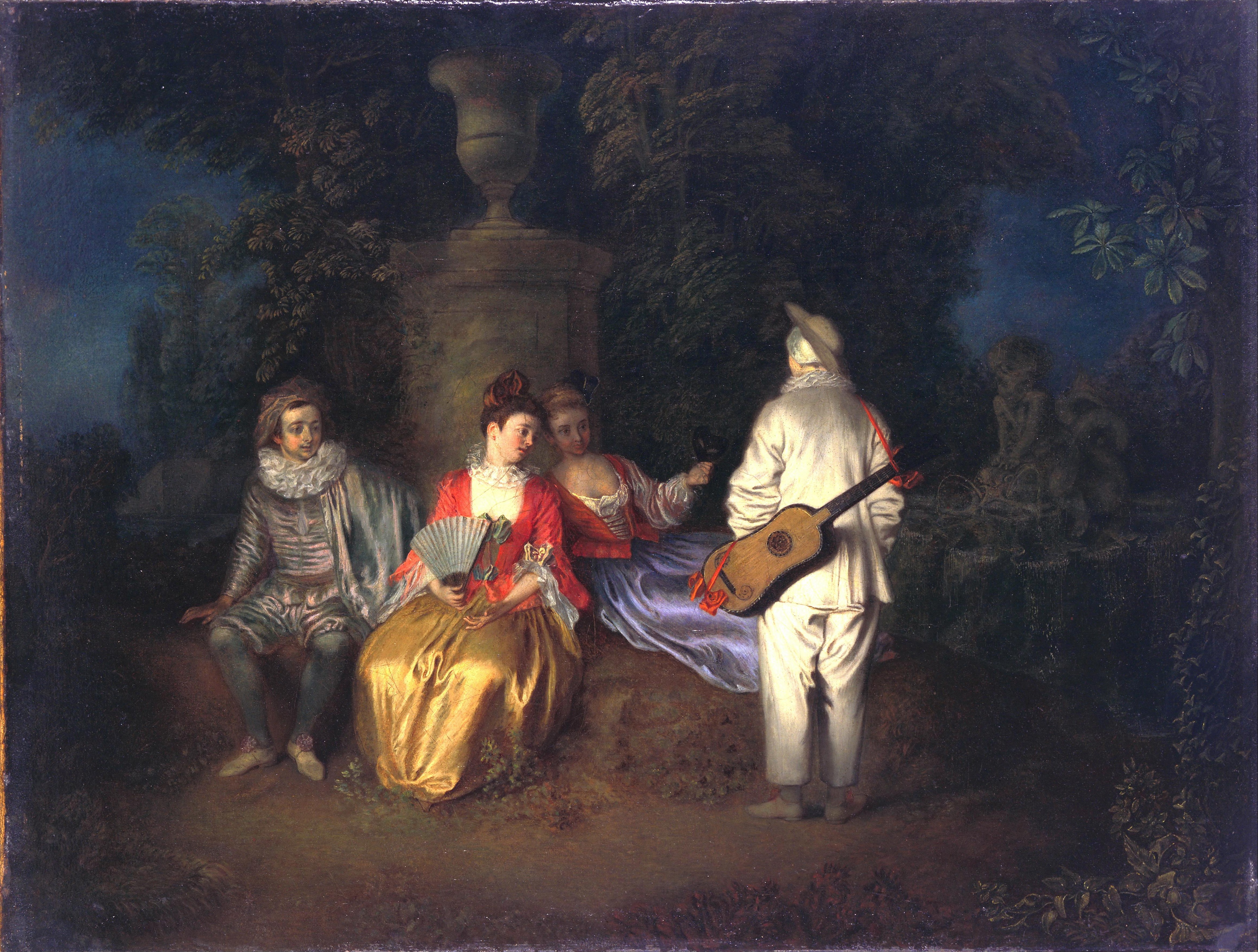
La Partie carrée de Watteau
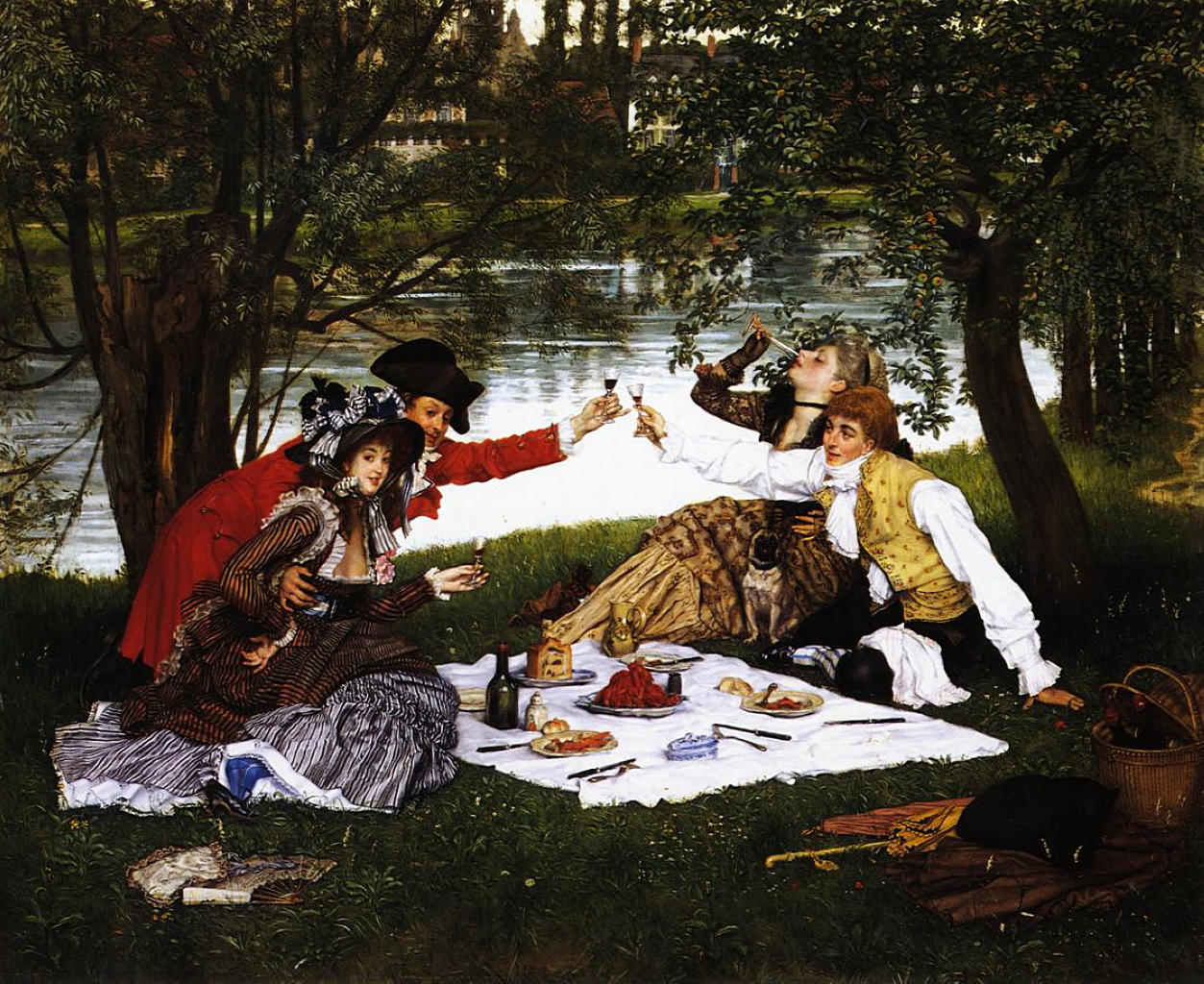
La Partie carrée de Tissot

## Réplicas

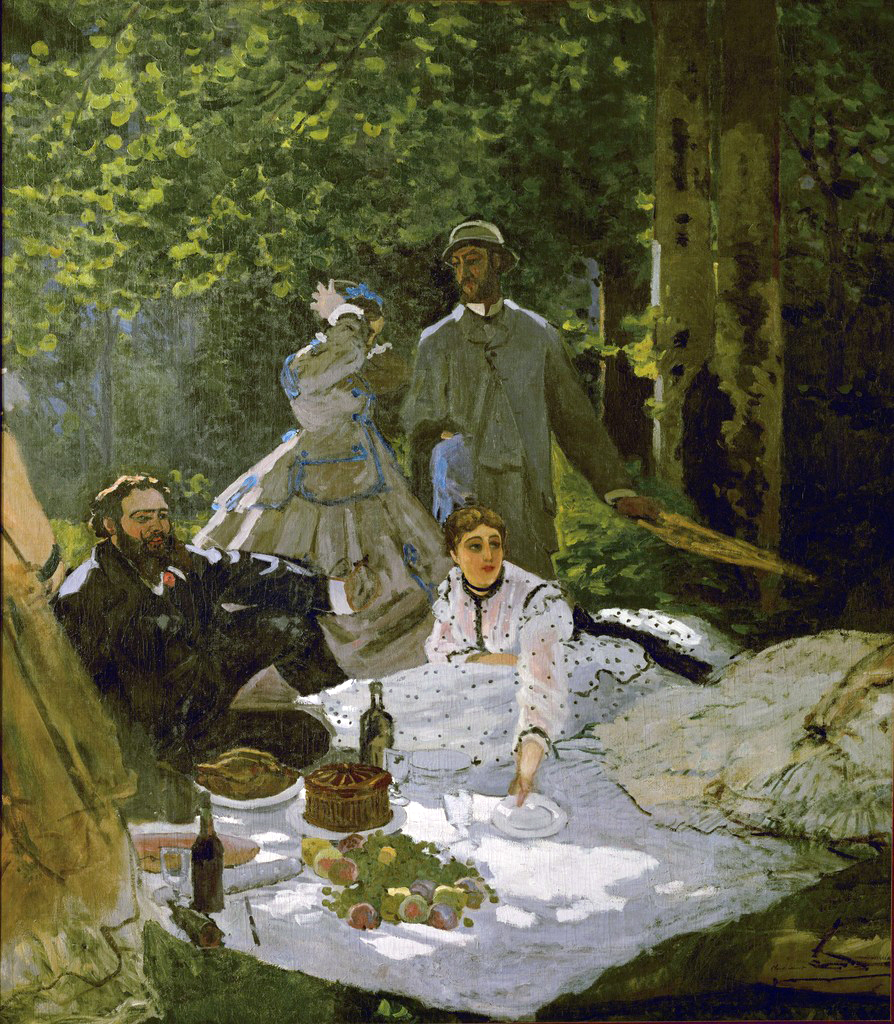
El almuerzo sobre la hierba, de Claude Monet, 1865-1866, 418 x 150 cm, óleo sobre lienzo, Museo de Orsay.

En 1865, Claude Monet comenzó a pintar su propio Almuerzo sobre la hierba en respuesta al de Manet. No obstante, este inmenso cuadro (4,6 por más de 6 m) quedó incompleto. Representa una escena más socialmente aceptable de ocio burgués, pero puesto que se trata de una demostración del nuevo estilo impresionista, se pone más el acento en los efectos de luz que en el tema como tal. El juego sutil de sombra y luz demuestra las ventajas de la pintura plenairista y contrasta con la poco natural luz de taller de Manet. Después de que esta pintura monumental resultase dañada por la humedad, Monet la recortó en tres. Las secciones de izquierda y el centro están ahora al museo de Orsay, pero se perdió la tercera. Un estudio para el cuadro se encuentra en el museo Pushkin.
En 1961, cerca de un siglo después del Almuerzo de Manet, un Pablo Picasso que envejece elige atacar este gran monumento del arte moderno. En menos de dos años, hizo más de 27 pinturas, 6 grabados sobre linóleo y 140 dibujos según el cuadro de Manet.
El artista de pop art francés Alain Jacquet hizo una parodia de El almuerzo sobre la hierba en serigrafía en 1964.
Les invités sur l’herbe (Los invitados sobre la hierba, 1970, Colección del Museo de Arte Moderno de París) es una de las primeras variaciones del pintor peruano Herman Braun-Vega en torno al Almuerzo de Manet, en la que los invitados son Velázquez y Picasso. Se puede ver en esta obra un télescopage entre su serie Velázquez al desnudo acompañado de las meninas en 53 cuadros (en particular el panel central del políptico), que fue inspirada por la obra de Picasso sobre el mismo tema, y su serie de acrílicos Picasso dans un déjeuner sur l'herbe (Picasso en un almuerzo sobre la hierba), calificada como «seriamente hilarante» por el crítico de arte John Canaday en un artículo del New York Times. Esta primera serie de variaciones fue seguida por otros usos más episódicos del Almuerzo de Manet, en los que integró personajes y paisajes de su Perú natal: Encore un déjeuner sur le sable (Otro almuerzo en la arena, 1984) donde el pintor se representa a sí mismo en lugar de uno de los personajes; Cita en el campo y Cita en la Playa en 1985; I love the neutron bomb, grabado de 1986; Fin d’un déjeuner sur l’herbe (Fin de un almuerzo sobre la hierba) en 1987 y Picnic en el Patio en 1988, otros productos del sincretismo cultural inherente a la obra de Braun-Vega. Por último, para su exposición neoyorquina de 1999, Le déjeuner in Central Park (Colección Château Malescasse).
En 1994, el escultor estadounidense J. Seward Johnson, Jr. reconstruyó la pintura en tres dimensiones, Déjeuner déjà vu.
Por último, en 2002, los pintores rusos Dubosarsky y Vinogradov también pintan un Déjeuner sur l'herbe en homenaje a los pintores impresionistas.